# Sancti-Spíritus (Salamanca)
Sancti-Spíritus ist eine nordspanische Gemeinde (municipio) mit 731 Einwohnern (Stand: 2024) in der Provinz Salamanca in der Autonomen Gemeinschaft Kastilien und León. 

## Geografie
Sancti-Spíritus liegt auf einem Plateau wenige Kilometer nördlich der Sierra de France 
Durch die Gemeinde führt die Autovía A-62.

## Bevölkerungsentwicklung
| Jahr      | 1900 | 1950 | 1960 | 1970 | 1981 | 1991 | 2001 | 2011 | 2021 |
| Einwohner | 1056 | 2362 | 2156 | 1694 | 1373 | 1360 | 1156 | 891  | 775  |

## Sehenswürdigkeiten
- Heiliger-Geist-Kirche (Iglesia del Espíritu Santo)

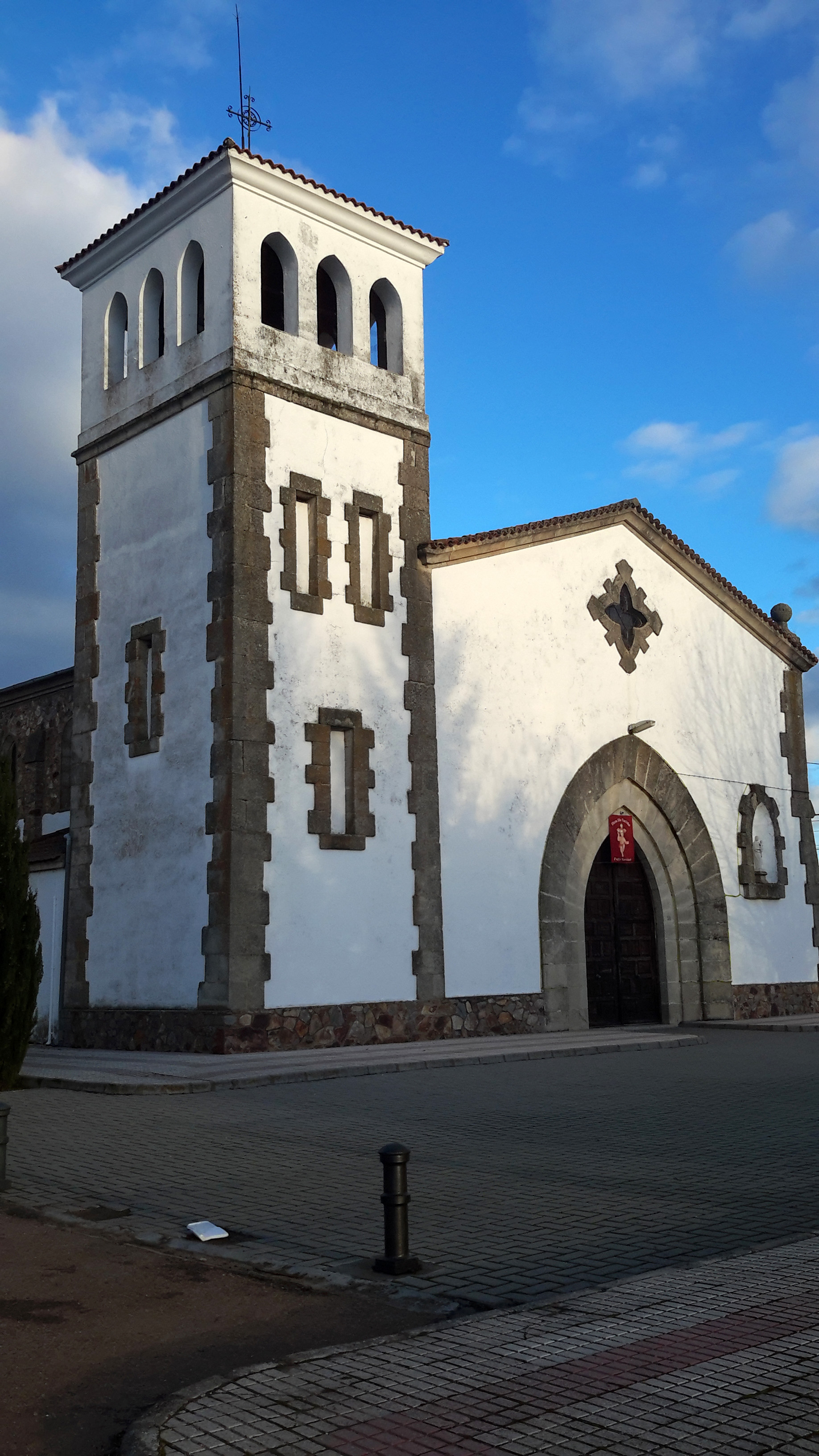
Heiliger-Geist-Kirche